# 藩医
藩医（はんい）は、江戸時代に藩に仕えた医師のこと。

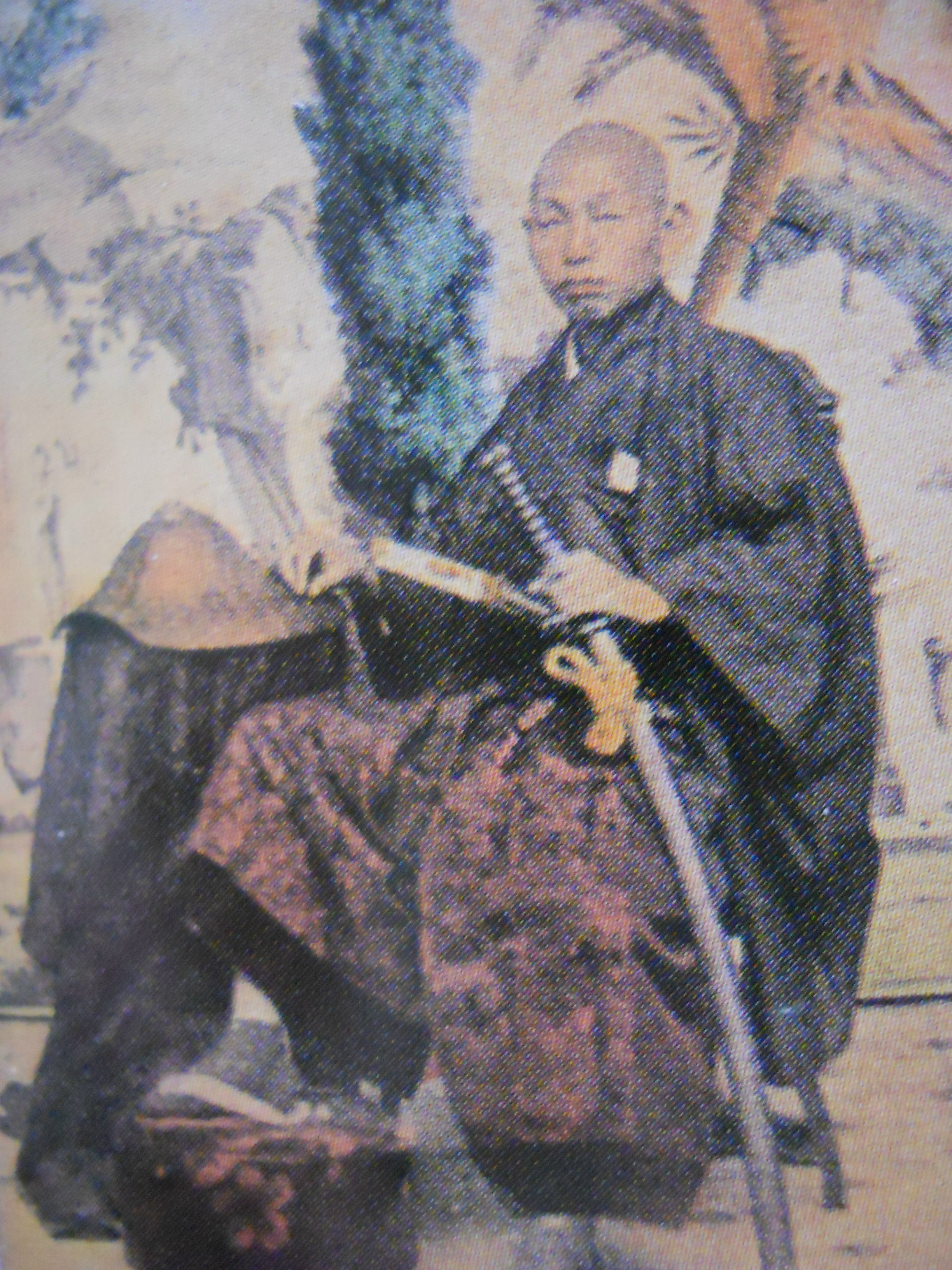
佐賀藩医・川崎道民
（万延元年（1860年））

## 概要
身分や職制などは各藩により異なるが、江戸幕府の奥医師･表番医師（御番医師）と同様に、藩主やその家族などを担当する医師とその他の医師に分かれていた。武士としての格式を持つ世襲の士席医師と、下級武士あるいは民間の出身である軽輩医師に分かれている例が多い。家督継承前あるいは修業中は部屋住料が与えられ、家督継承後あるいは成業後に本禄が与えられた。当時の医学の慣例にならって、「本道」と呼ばれた内科を担当する医師と、外科をはじめ眼科・歯科・鍼灸などを一括した「雑科」に分けられていた。
藩主に近侍する侍医は、士席医師のうち医業優秀な者が選ばれるのが例であったが、まれに軽輩医師や城下の町村医師が抜擢される場合もあった。後者を御目見医師と呼ぶ。この他に、侍医が城に詰めていないときに交代で番を行って万が一に備える番医の制度があった。

## 著名な藩医
- 杉田玄白（若狭国小浜藩）
- 中川淳庵（若狭国小浜藩）
- 前野良沢（豊後国中津藩）
- 大槻玄沢（陸奥国仙台藩）
- 華岡青洲（紀伊国紀州藩）
- 宇田川玄随（美作国津山藩）
- 手塚光照（常陸国常陸府中藩）
- 佐藤泰然（下総国佐倉藩）
- 箕作阮甫（美作国津山藩）
- 箕作秋坪（美作国津山藩）
- 藤井玄淵（出羽国秋田藩）
- 藤井正亭治（出羽国秋田藩）
- 熊坂蘭斎（渡島国松前藩）